# Mario Sampirisi
Mario Sampirisi (Caltagirone, 31 oktober 1992) is een Italiaans voetballer die doorgaans als verdediger speelt. Hij maakte in 2016 de overstap van Genoa CFC naar FC Crotone.

## Clubcarrière
Samprisi speelde een paar jaar in de jeugdopleiding van AC Milan voor hij de overstap maakte naar Genoa CFC. De Portugees Pelé bewandelde de omgekeerde weg. Samprisi maakte op 22 januari 2012 zijn debuut in de Serie A voor Genoa in een wedstrijd tegen US Palermo. In januari 2013 werd hij voor een halfjaar verhuurd aan Chievo Verona. Een jaar later volgde een uitleenbeurt aan SC Olhanense. De komende twee jaar werd hij gehuurd door Vicenza Calcio en in de zomer van 2016 maakte hij de overstap naar promovendus FC Crotone.
1 Cordaz  ·
3 Cuomo ·
5 Golemic ·
6 Magallán ·
7 Mustacchio ·
8 Cigarini ·
10 Benali ·
11 Drăguș ·
13 Luperto ·
14 Crociata ·
16 Festa ·
17 Molina ·
19 Gomelt ·
20 Rojas ·
21 Zanellato ·
22 Crespi ·
23 Mazzotta ·
25 Simy ·
26 Djidji ·
28 Siligardi ·
30 Messias ·
32 Pedro Pereira ·
33 Rispoli ·
34 Marrone ·
40 D'Alterio ·
44 Petriccione ·
69 Reca ·
77 Vulić ·
95 Eduardo ·
97 Rivière ·
Coach: Stroppa